# The Way of All Men
The Way of All Men est un film américain réalisé par Frank Lloyd et sorti en 1930.

## Synopsis
Plusieurs personnes, réunies dans un café du métro, sont prises au piège de la montée des eaux du Mississippi.

## Fiche technique
- Titre : The Way of All Men
- Réalisation : Frank Lloyd
- Scénario : Bradley King, d'après une pièce de Henning Berger
- Chef opérateur : Sidney Hickox
- Montage : Ray Curtiss
- Production : Frank Lloyd pour First National Pictures
- Distribution : Warner Bros
- Genre : Film dramatique, Film d'action, Thriller, Film romantique
- Durée : 69 minutes
- Date de sortie : 
  - États-Unis : 7 septembre 1930

## Distribution
- Douglas Fairbanks Jr. : Billy Bear
- Dorothy Revier : Poppy
- Robert Edeson : Swift
- Anders Randolf : Frazer
- Ivan F. Simpson : Higgins
- William Orlamond : Nordling
- Henry Kolker : Sharp
- Louis King : Levee Louie
- William Courtenay : le prêtre
- Noah Beery : Stratton
- Wade Boteler : Charlie
- Dorothy Mathews : Edna
- Pat Cummings : Dick
- Alona Marlowe : Gwen
- Eddie Clayton : Jack